# Angerona

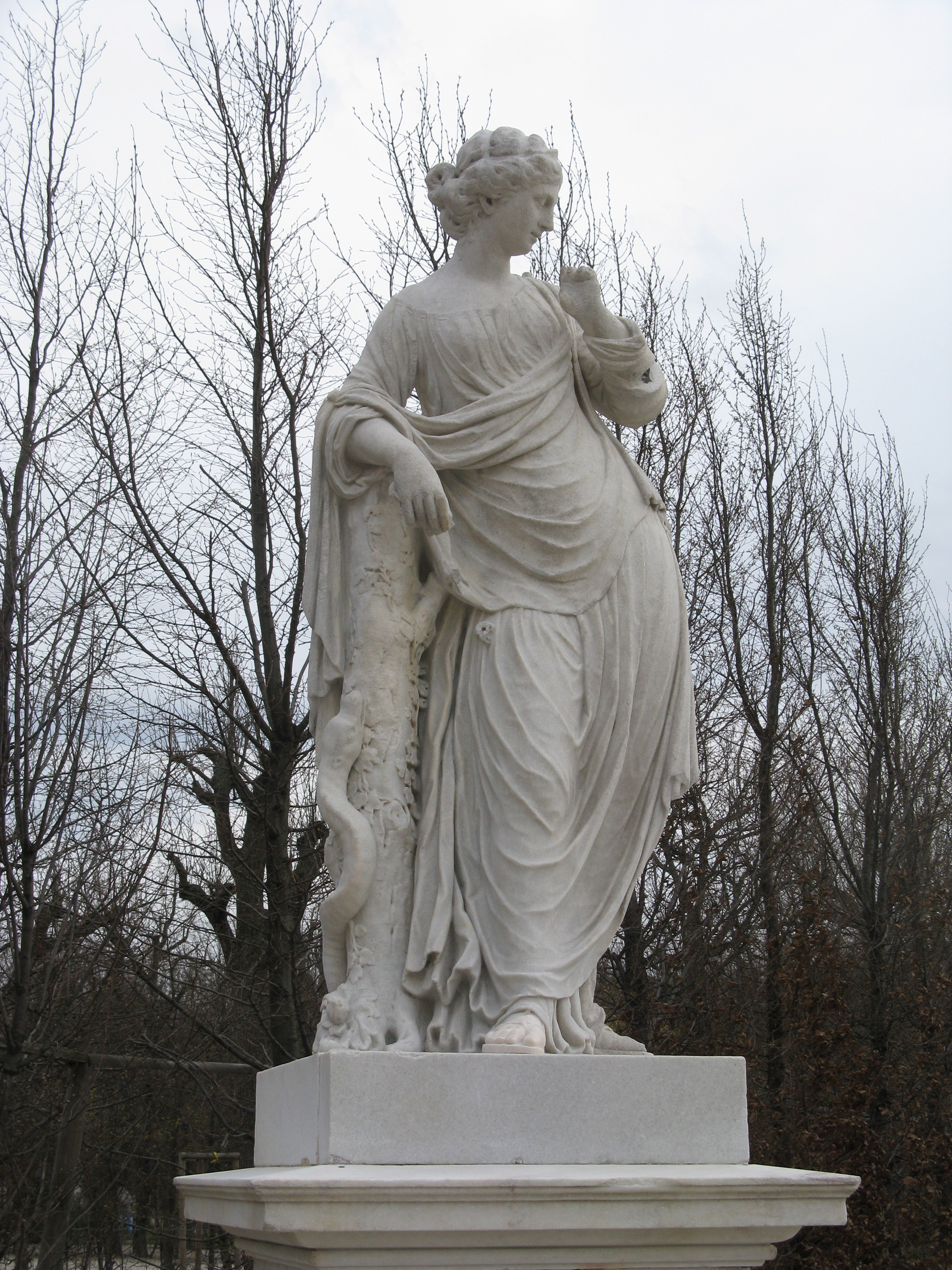
Estatua dedicada a Angerona en el Palacio de Schönbrunn (Viena); obra de Johann Christian Wilhelm Beyer.

Angerona o Angeronia era en la mitología romana una divinidad de la que resulta difícil formarse una idea definida, debido a las contradicciones que sobre ella hay en las fuentes. Según un tipo de pasajes es la diosa de la angustia y el miedo, esto es, la diosa que no solo produce este estado de ánimo, sino que también alivia a los hombres de él. Es la diosa romana del silencio.
Su estatua se erigía en el tempo de Volupia, cerca de la Porta Romanula, junto al Foro Romano, y era representada con su boca vendada y sellada («os obligatum et signatum»), que según Masurio Sabino indicaba que quienes ocultaban sus preocupaciones en paciencia podían de esta forma lograr la mayor de las felicidades. Hartung interpreta esto como una supresión simbólica de los gritos de angustia, porque tales gritos siempre eran presagios de mala suerte. También cree que la estatua de la diosa de la angustia estaba ubicada en el templo de la diosa del placer para señalar que éste ejercería su influencia sobre aquella, y cambiaría la pena en gozo.
Julio Modesto y Festo dan un origen histórico al culto de esta divinidad, pues dicen que en una época hombres y animales sufrieron una enfermedad llamada angina, que desapareció tan pronto como se hicieron sacrificios a Angerona.
Otras versiones afirman que Angerona era la diosa del silencio, y que su culto fue introducido en Roma para evitar que el nombre secreto y sagrado de la ciudad fuera conocido, o que la propia Angerona era la divinidad protectora de la ciudad, quien posando su dedo sobre la boca exigía a los hombres que no divulgasen el nombre secreto de Roma.
Una fiesta llamada Angeronalia se celebraba el 21 de diciembre (solsticio de invierno) de cada año en Roma en honor de Angerona. Ese día los pontífices le ofrecían sacrificios en el templo de Volupia y en la curia Acculeia.